# Besuc blanc
El besuc blanc, besuc o calet (Pagellus acarne) és un peix teleosti de la família dels espàrids i de l'ordre dels perciformes. La seva carn és molt apreciada i és consumida fresca.

## Morfologia
- Pot arribar als 36 cm de llargària total.
- El cos és oblong, lleugerament comprimit amb el perfil corbat.
- El cap és gros, més llarg que alt, amb la boca petita.
- La cavitat bucal és de color taronja.
- Els ulls es troben a la part superior del cap.
- L'aleta dorsal és alta a la part anterior i minva l'altura a la part posterior. Les pectorals, llargues, tenen una taca negra a la base. La caudal és escotada.
- El dors i els costats són daurats amb tonalitats rosades. El ventre és blanc. Les aletes són rosades i a la base de les pectorals hi ha una taca negra.[4][5]

## Reproducció
És hermafrodita proteràndric, és a dir, són primer mascles i, més endavant, es transformen en femelles. Es reprodueix a final d'estiu. Tant els ous com les larves són planctònics.

## Alimentació
És carnívor: menja principalment crustacis, mol·luscs, larves de peixos i cucs.

## Hàbitat
És una espècie costanera de fons sorrencs i fangosos que es troba, normalment, entre els 40 i els 100 m, tot i que, de vegades, també ha estat observat fins als 500 m.

## Distribució geogràfica
Es troba a les costes de l'Atlàntic oriental (des de la Mar Cantàbrica fins al Senegal, Illa de Madeira, les Illes Canàries, les Açores i Cap Verd) i de la mar Mediterrània (sobretot a la part occidental).

## Costums
Pot formar moles molt nombroses.

## Pesca
Es pesca amb arts d'arrossegament, tremalls i volantí.

## Conservació
No es troba a la Llista Vermella de la UICN.